# Catedral de San Bartolomé (Pilsen)

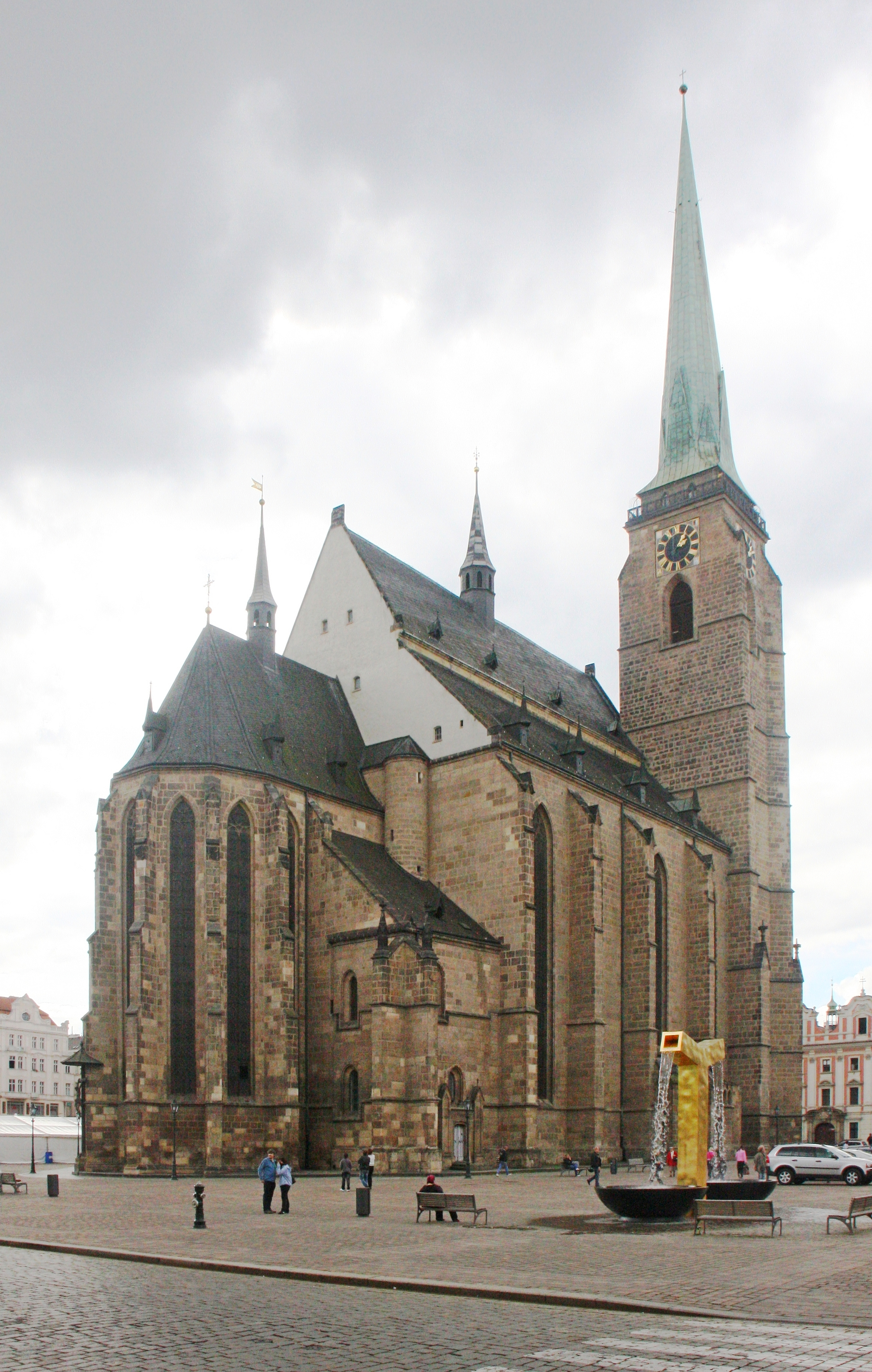
Vista del ábside

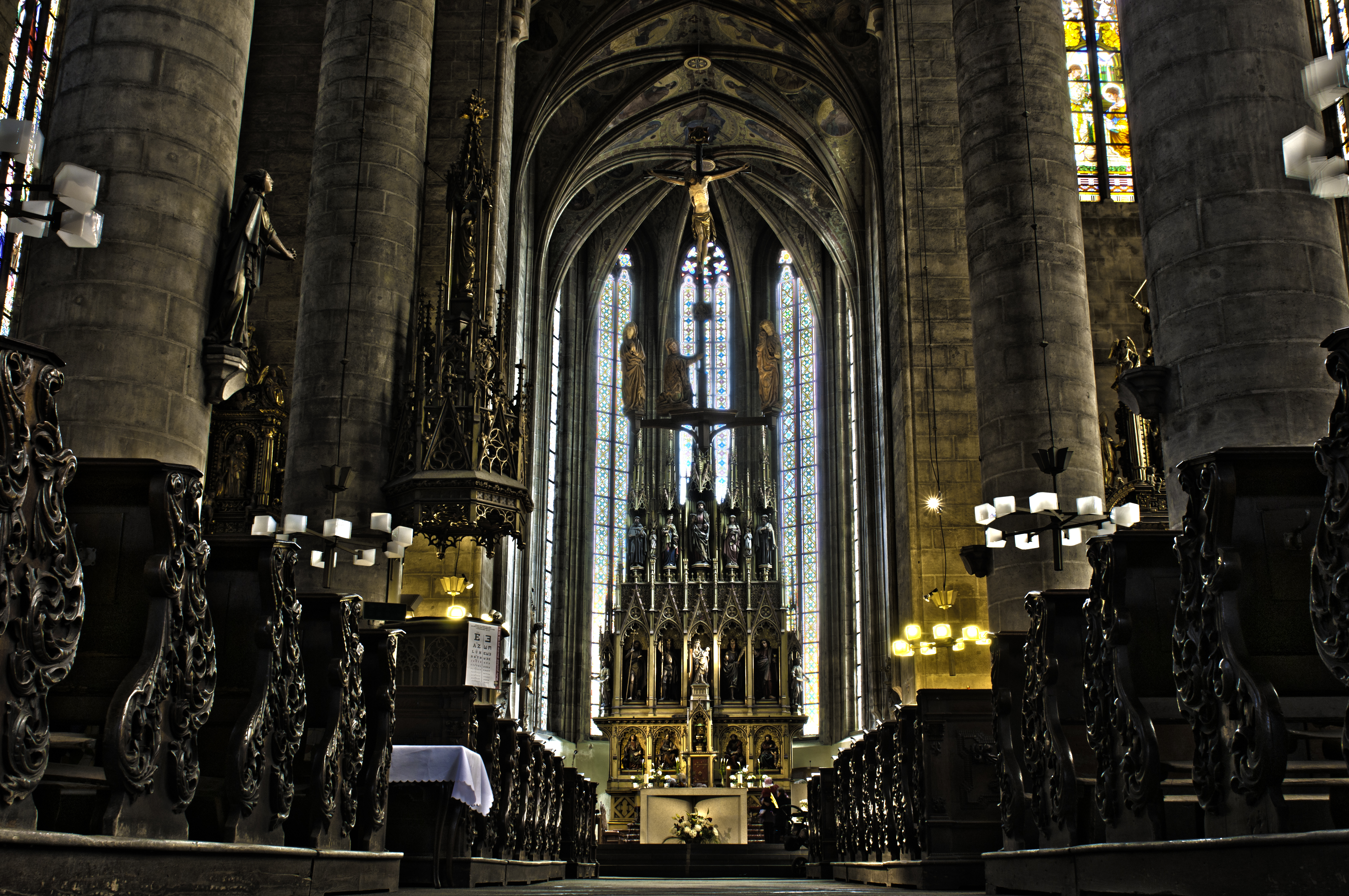
Vista interna

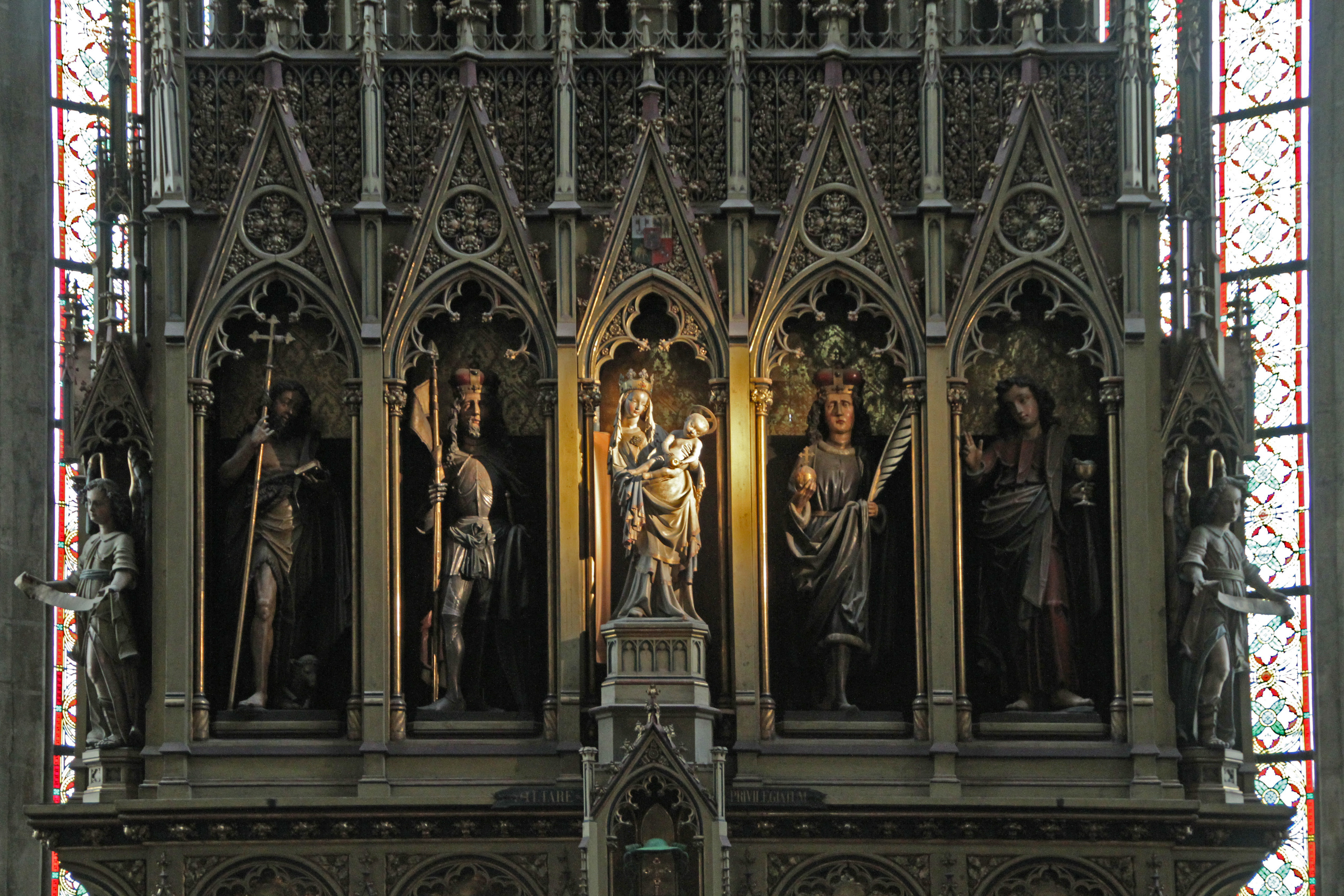
Altar mayor

La catedral de San Bartolomé o simplemente Catedral de Pilsen (en checo: Katedrála sv. Bartoloměje)  es una iglesia gótica situada en la plaza principal de Pilsen, República Checa. Probablemente se estableció junto con la ciudad hacia el año 1295. La iglesia se convirtió en una catedral en 1993, cuando se creó la diócesis de Pilsen. Fue incluida en la lista de monumentos culturales nacionales de la República Checa en 1995.
La iglesia de San Bartolomé se estableció probablemente al mismo tiempo que la ciudad de Plzen en torno al año 1295. Originalmente, fue solamente un templo asociado a la Iglesia de Todos los Santos en Malice, que es una parte del barrio de Roudná. El patrón de las iglesias era el rey Checo; en 1310 el rey Enrique de Bohemia (1265-1335) otorgó el derecho patronal a la Orden Teutónica. Sin embargo, ese mismo año, el rey fue expulsado del país  y la Orden no se atrevió a tomar las riendas. La Orden Teutónica finalmente usó este derecho con Juan de Bohemia (1296-1346) en 1322. Sin embargo, el próximo problema surgió con el conflicto por un presbiterio con la Iglesia de Todos los Santos, que resultó a favor de la Orden Teutónica en 1342. La toma de control de las casas del clero, por lo tanto, probablemente, se convirtió en el motivo para el inicio de la construcción de la iglesia. La Diócesis de Pilsen fue establecida por el papa Juan Pablo II el 31 de mayo de 1993, y luego la iglesia parroquial se convirtió en una catedral, el templo sede del obispo.